# Лінкольн-Сіті (Орегон)
Лінкольн-Сіті (англ. Lincoln City) — місто (англ. city) в США, в окрузі Лінкольн штату Орегон. Населення — 9815 осіб (2020).

## Географія
Лінкольн-Сіті розташований за координатами 44°58′20″ пн. ш. 124°0′29″ зх. д. / 44.97222° пн. ш. 124.00806° зх. д. (44.972290, -124.008144).  За даними Бюро перепису населення США в 2010 році місто мало площу 14,72 км², з яких 14,63 км² — суходіл та 0,09 км² — водойми. В 2017 році площа становила 15,76 км², з яких 15,68 км² — суходіл та 0,09 км² — водойми.

### Клімат
| Клімат : Лінкольн-Сіті  | Клімат : Лінкольн-Сіті | Клімат : Лінкольн-Сіті | Клімат : Лінкольн-Сіті | Клімат : Лінкольн-Сіті | Клімат : Лінкольн-Сіті | Клімат : Лінкольн-Сіті | Клімат : Лінкольн-Сіті | Клімат : Лінкольн-Сіті | Клімат : Лінкольн-Сіті | Клімат : Лінкольн-Сіті | Клімат : Лінкольн-Сіті | Клімат : Лінкольн-Сіті | Клімат : Лінкольн-Сіті |
| Показник                | Січ.                   | Лют.                   | Бер.                   | Квіт.                  | Трав.                  | Черв.                  | Лип.                   | Серп.                  | Вер.                   | Жовт.                  | Лист.                  | Груд.                  | Рік                    |
| Абсолютний максимум, °C | 18,3                   | 22,2                   | 26,7                   | 32,2                   | 32,2                   | 37,2                   | 37,2                   | 37,2                   | 37,2                   | 31,7                   | 24,4                   | 17,8                   | 37,2                   |
| Середній максимум, °C   | 8,3                    | 10,6                   | 12,8                   | 14,4                   | 16,7                   | 18,9                   | 21,1                   | 22,2                   | 21,1                   | 16,7                   | 11,1                   | 8,3                    | 15,2                   |
| Середній мінімум, °C    | 2,8                    | 3,3                    | 3,9                    | 5,0                    | 6,7                    | 8,9                    | 10,6                   | 10,6                   | 9,4                    | 7,2                    | 4,4                    | 2,8                    | 6,3                    |
| Абсолютний мінімум, °C  | −15,6                  | −11,7                  | −5                     | −2,2                   | −1,7                   | 1,7                    | 1,7                    | 3,9                    | 0,0                    | −5                     | −9,4                   | −15,6                  | −15,6                  |
| Норма опадів, мм        | 359                    | 300                    | 275                    | 183                    | 133                    | 94                     | 44                     | 42                     | 97                     | 192                    | 372                    | 402                    | 2493                   |
| Вологість повітря, %    | 91.3                   | 80.6                   | 77.6                   | 84.9                   | 80.4                   | 84.1                   | 88.9                   | 85.1                   | 85.5                   | 82.5                   | 88.5                   | 84.1                   | 84                     |
| ----------------------- | ---------------------- | ---------------------- | ---------------------- | ---------------------- | ---------------------- | ---------------------- | ---------------------- | ---------------------- | ---------------------- | ---------------------- | ---------------------- | ---------------------- | ---------------------- |
| Джерело:                |                        |                        |                        |                        |                        |                        |                        |                        |                        |                        |                        |                        |                        |

## Демографія
Згідно з переписом 2010 року, у місті мешкало 7930 осіб у 3645 домогосподарствах у складі 1959 родин. Густота населення становила 539 осіб/км².  Було 6025 помешкань (409/км²).
Расовий склад населення:
| - 83,7 % — білих - 3,5 % — корінних американців - 1,5 % — азіатів - 0,4 % — чорних або афроамериканців - 0,1 % — вихідців з тихоокеанських островів - 7,1 % — осіб інших рас |

До двох чи більше рас належало 3,6 %. Частка іспаномовних становила 13,2 % від усіх жителів.
За віковим діапазоном населення розподілялося таким чином: 18,4 % — особи молодші 18 років, 61,3 % — особи у віці 18—64 років, 20,3 % — особи у віці 65 років та старші. Медіана віку мешканця становила 46,2 року. На 100 осіб жіночої статі у місті припадало 88,5 чоловіків;  на 100 жінок у віці від 18 років та старших — 84,4 чоловіків також старших 18 років.
Середній дохід на одне домашнє господарство  становив 46 380 доларів США (медіана — 37 894), а середній дохід на одну сім'ю — 56 558 доларів (медіана — 48 621). Медіана доходів становила 32 848 доларів для чоловіків та 27 552 долари для жінок. За межею бідності перебувало 20,9 % осіб, у тому числі 26,2 % дітей у віці до 18 років та 13,1 % осіб у віці 65 років та старших.
Цивільне працевлаштоване населення становило 3782 особи. Основні галузі зайнятості: мистецтво, розваги та відпочинок — 29,1 %, роздрібна торгівля — 15,9 %, освіта, охорона здоров'я та соціальна допомога — 13,0 %, науковці, спеціалісти, менеджери — 11,4 %.